# Краснасељск
Краснасељск (блр. Краснасельскі; рус. Красносельский) насељено је место са административним статусом варошице (городской посёлок) у западном делу Републике Белорусије. Административно припада Вавкавском рејону Гродњенске области.
Према подацима пописа становништва из 2009. у вароши је живело 5.900 становника.

## Географија
Краснасељск се налази у североисточном делу Вавкавског рејона на југозападу Гродњенске области, и смештен је између града Вавкависка који се налази 12 км јужније и варошице Рос 3 км северније. 

## Историја
Насеље се развило као радничко насеље запослених у великој фабрици цемента која је ту основана 1914. године. 

## Демографија
Према резултатима пописа из 2009. у вароши је живело 5.900 становника.

## Привреда
Привредну основу вароши чини велики комбинат за производњу цемента, грађевинског креча и аргилошиста ОАО „Красносельскстройматериалы“ - једна од највећих фабрика те врсте у Белорусији.